# Септември (хижа)
Вижте пояснителната страница за други значения на Септември.
„Септември“ е туристическа хижа, намираща се в местността Балабана на Витоша в подножието на връх Балабана, до стария горски заслон Мандрата. Хижата се намира на 1495 м. надморска височина, сред широколистна и вечнозелени иглолистни гори. Построена е в периода 1953 – 1955 г. от тогавашната доброволна спортна организация „Септември“. Хижата е водоснабдена и електрифицирана, отоплението е с електрически радиатори. Капацитетът на хижата е 31 места.

## Изходни пунктове
- местността Златните мостове (последна спирка на автобус № 63) – 0,30 ч
- село Владая (спирка „Кметство Владая“ на автобуси № 58 и 59) – 2,00 ч
- гара Владая (на жп линия София – Радомир – Кулата/Гюешево) - 2,30 ч
- квартал „Княжево“ на София (последна спирка на трамваи № 5 и 11) – 2,30 ч (през местността Бялата вода и ресторант „Елените“)

## Съседни туристически обекти
- бивш хотел „Елица“ – 5 минути
- хижа Планинец – 20 минути
- хижа Момина скала – 15 минути
- хижа Родина – 35 минути
- хижа Тинтява – 35 минути
- хижа Бор (руини) – 35 минути
- хижа Средец – 35 минути
- хижа Планинарска песен – 45 минути
- връх Черни връх – 3 часа пеш по маркирана пътека;